# 中島進護
中島 進護（なかしま しんご、1992年12月6日 - ）は、ラグビーユニオン選手。7人制日本代表に選出されたことがある。

## 来歴
18歳からラグビーを始めた。
東福岡高校卒業後、福岡工業大学に入学。
2013年9月、大学2年時に7人制日本代表に選ばれた。
2014年、福岡工業大学ラグビー部の主将に就任した。
2015年、福岡工業大学卒業後、NTTコミュニケーションズシャイニングアークスに加入。同年12月19日に行われたジャパンラグビートップリーグ第6節のHonda HEAT戦に先発出場で公式戦初出場を果たした。
2020年、NTTコミュニケーションズシャイニングアークスの主将に就任。
2022年7月、NTT再編に伴う新チーム浦安D-Rocks選手スコッドに選ばれた。
2025年5月、浦安D-Rocksを退団し、引退。